# Episodi di Sonic X

Il logo della serie

Questa è una lista degli episodi di Sonic X, anime realizzato da TMS Entertainment e basato sulla serie di videogiochi Sonic the Hedgehog pubblicata da SEGA, per un totale di 78 episodi.
In madre patria la serie è stata trasmessa su TV Tokyo ogni domenica alle 8.30 tra il 6 aprile 2003 e il 28 marzo 2004. In Italia invece è andata in onda su Fox Kids e Jetix a partire dal 4 ottobre 2004 al 24 ottobre 2006 con gli episodi interi ed in chiaro su Italia 1 dal 29 agosto 2005 con gli episodi divisi in due metà da 12 minuti e su K2 dal 15 giugno 2009.
Gli episodi dell'ultima stagione non sono mai stati trasmessi su TV Tokyo o distribuiti in DVD in Giappone per via dei bassi ascolti ottenuti con la messa in onda delle precedenti stagioni ma sono stati comunque doppiati. Difatti l'unico metodo per vedere la stagione nella lingua nativa era acquistare i Video CD cinesi che hanno la caratteristica di ascoltare come lingua il giapponese ed i sottotitoli in cinese.
Dal 6 gennaio al 30 aprile 2020, la serie è stata replicata in madre patria su Kids Station, rete che ha trasmesso per la prima volta gli episodi restanti inediti in televisione.
|   | Nome arco                                | Episodi inclusi | Numero episodi |
| - | ---------------------------------------- | --------------- | -------------- |
| 1 | Arco del mondo nuovo                     | 1-13            | 13 episodi     |
| 2 | Arco degli Smeraldi del Caos             | 14-26           | 13 episodi     |
| 3 | Arco di Chaos                            | 27-32           | 6 episodi      |
| 4 | Arco di Shadow                           | 33-38           | 6 episodi      |
| 5 | Arco dell'Egg Moon                       | 39-41           | 3 episodi      |
| 6 | Arco di Emerl                            | 42-46           | 5 episodi      |
| 7 | Arco della seconda avventura sulla Terra | 47-52           | 6 episodi      |
| 8 | Arco dei Metarex                         | 53-78           | 26 episodi     |

## Prima serie

### Prima stagione
La prima stagione presenta più di un titolo per gli episodi.
Il primo è quello impiegato nella trasmissione televisiva della puntata intera da 24 minuti avvenuta su Jetix e K2, così come nell'edizione DVD e nella pubblicazione online su TIMvision e Netflix.
Nella trasmissione su Italia 1 invece gli episodi vennero divisi in due parti da 12 minuti, dove venne utilizzato il primo titolo per la prima parte ed il secondo titolo per la seconda, fanno eccezione gli episodi 12 e 13, dove furono impiegati il secondo titolo per la prima parte ed il terzo per la seconda in quanto vennero cambiati. Similmente, nella riedizione su TIMvision, i soli episodi 12 e 13 presentano il titolo della prima utilizzata anche su Italia 1.
Gli episodi 1, 2 e 3 presentano a loro volta un terzo titolo, quest'ultimo impiegato nella distribuzione per Digiblast.
| Nº                                        | Titolo italiano Giapponese 「Kanji」 - Rōmaji - Traduzione letterale | In onda           | In onda          |
| Nº                                        | Titolo italiano Giapponese 「Kanji」 - Rōmaji - Traduzione letterale | Giapponese        | Italiano         |
| Arco del mondo nuovo (13 episodi)         | |                   |                  |
| 1                                         | In fuga dal Caos / Sonic cerca risposte / Appare Supersonic l'eroe 「超音速ヒーロー登場！」 - Chō onsoku hīrō tōjō! – "Entra l'eroe supersonico!" | 6 aprile 2003     | 4 ottobre 2004   |
| 1                                         | Sonic e i suoi amici stanno prendendo d'assalto la base del Dottor Eggman per liberare la loro amica Cream e recuperare gli Smeraldi del Caos. Durante la lotta con un robot di Eggman, la macchina dove erano stati posizionati gli Smeraldi del Caos viene distrutta, causando il Chaos Control, che spedisce Sonic e i suoi amici in un'altra dimensione: la Terra, a Station Square. Appena arrivato, la polizia tenta di catturare Sonic. Per farlo, interviene anche lo Speedy Team, una forza speciale guidata da Sam Speedy, amante della velocità, ma Sonic riesce a seminarli, ma nella foga, Sonic salta fuori dalla strada e atterra nella piscina di villa Thorndyke. Il figlio dei ricchi proprietari, Chris, lo salva dall'annegamento e stringe con lui una duratura amicizia. |                   |                  |
| 2                                         | Missione di salvataggio / Nuovi amici / Fuga da Area 99 「潜入！エリア９９」 - Sennyū! Eria kyūjūkyū – "Infiltrati! Area 99" | 13 aprile 2003    | 5 ottobre 2004   |
| 2                                         | La notizia del "riccio alieno" si è già sparsa a Station Square e Chris si trova così costretto a nascondere l'amico a tutti, ma suo nonno Chuck, geniale inventore, lo scopre, ma decide di tenere il segreto. Di lì a poco, i tre apprendono la notizia che altri "alieni" sono stati trovati: si tratta di Cream e Cheese, e sono stati portati nell'Area 99 per essere esaminati. Così Sonic si reca insieme a Chris e Chuck all'Area 99 e vi si introduce e libera Cream e Cheese, salvato in extremis dall'arrivo del suo amico Tails a bordo del suo biplano, il Tornado. Tornati a villa Thorndyke, Tails e Cream hanno modo di presentarsi e intuiscono che, se loro sono arrivati a Station Square, allora anche i loro amici e il Dr. Eggman sono giunti. Intanto, il perfido scienziato si è già stabilito su un isolotto ed è pronto a fondare il suo impero sul nuovo pianeta. |                   |                  |
| 3                                         | La furia di Pugno di Ferro / Amica in pericolo / L'ambizione del dr. Eggman 「Ｄｒ．エッグマンの野望」 - Dokutā Egguman no yabō – "L'ambizione del Dr. Eggman" | 20 aprile 2003    | 6 ottobre 2004   |
| 3                                         | Eggman parte all'attacco di Station Square con il suo androide E-23 "Pugno di Ferro". Impotenti sono Polizia e l'esercito con lo scienziato, ma appena odono la notizia, Tails, Chris e Sonic si precipitano a fermarlo. Nel frattempo, Knuckles e Amy, che stavano vagando da ore nel sottosuolo, sentendo il trambusto escono da un tombino e raggiungono E-23 sul tetto di un grattacielo. Proprio quando E-23 prende in ostaggio Amy, arriva Sonic, che, con uno dei suoi super anelli, sconfigge il nemico, costringendo Eggman a ritirarsi. Poco dopo arrivano soldati con l'intento di catturare Sonic, Knuckles ed Amy, i quali però, fuggono senza problemi sul Tornado assieme a Tails e Chris. Knuckles però si separa, intenzionato a starsene in pace con i suoi pensieri. |                   |                  |
| 4                                         | Gli Smeraldi del Caos / Sonic senza energia 「カオスエメラルドを手に入れろ！」 - Kaosu Emerarudo wo te ni irero! – "Prendi lo Smeraldo del Caos!" | 27 aprile 2003    | 7 ottobre 2004   |
| 4                                         | Tails scopre che l'unico modo per tornare a casa è usare i sette Smeraldi del Caos per attivare il Chaos Control e teletrasportarsi indietro. Uno di questi viene ritrovato in un cantiere edile, che viene evacuato e isolato dopo che questo ha potenziato e fatto impazzire una ruspa. Eggman allora si precipita al cantiere con il suo nuovo robot E-11 "Becco", mentre Tails e Amy, dopo un volo di ricognizione sul Tornado, avvertono Sonic. Frattanto, alla scuola elementare di Chris è arrivato un nuovo insegnante, il professor Stewart, che è in realtà una spia sotto copertura. Con una scusa, Chris si assenta dalla classe e segue il Tornado, senza accorgersi di essere seguito da Stewart. Eggman aizzaz Becco contro Sonic e va a recuperare lo Smeraldo, ma Chris riesce alfine a sottrarglielo e poi, grazie a Sonic, semina l'ignaro inseguitore. A villa Thorndyke, Chris cerca di scusarsi ma Sonic e gli altri lo ringraziano per essere riuscito a prendere il primo dei sei Smeraldi. |                   |                  |
| 5                                         | Knuckles, ti hanno ingannato / Il duello 「激突！！ソニックｖｓナックルズ」 - Gekitotsu!! Sonikku bāsazu Nakkuruzu – "Scontro!! Sonic contro Knuckles" | 4 maggio 2003     | 8 ottobre 2004   |
| 5                                         | Eggman trova Knuckles e gli mente dicendo che Sonic ha provocato il Chaos Control di proposito per saziare la sua smania di velocità in un altro mondo ai danni di tutti: Knuckles ci casca, specie perché intenzionato a tornare velocemente a casa a sorvegliare lo Smeraldo Gigante. Il giorno dopo, mentre Sonic cerca di fare un pisolino, Chris e gli altri sentono al notiziario che alla Silver Valley c'è una strana presenza energetica; intuendo che si tratti del secondo Smeraldo, partono alla volta della valle. Una volta giunti, mentre pranzano vengono sorpresi e catturati dal Dr. Eggman, il quale, spiega che aveva emanato lui l'energia per attirarli. Bokkun, il robot messaggero dello scienziato, informa Sonic che Knuckles lo sta aspettando alla Silver Valley per confrontarsi con lui. Un'ora dopo, Sonic e Knuckles iniziano a duellare ma il riccio si accorge della presenza di Eggman e cerca di liberare i suoi amici e Knuckles scopre di essere stato usato per biechi fini e scaccia Eggman con un solo pugno. Terminata la vicenda, Knuckles si allontana orgoglioso di aver sconfitto Eggman. |                   |                  |
| 6                                         | Il maestro robot / Un grande amico 「熱戦！スクール・ウォーズ」 - Nessen! Sukūru wōzu – "Battaglia feroce! Guerre scolastiche" | 11 maggio 2003    | 9 ottobre 2004   |
| 6                                         | Finalmente, i genitori di Chris stanno per tornare a casa, dopo una lunga assenza passata al lavoro, Il Dr.Eggman però ha in mente un nuovo piano: farsi idolare dai bambini grazie ad un suo robot-insegnante, ma il suo piano gli si ritorce contro quando il robo-insegnante diventa popolare tra i ragazzi e dimentica il suo compito. Eggman sopraggiunge e obbliga il suo robot a riprendere il suo compito originale, tenendo in ostaggio i ragazzi. Sonic, insospettito dal ritardo dell'amico, corre a scuola e si libera di Eggman e del suo robot, permettendo a Chris di tornare in tempo a cenare con i genitori. |                   |                  |
| 7                                         | Una festa per Chris / Animali parlanti 「大混戦！クリスのホームパーティ」 - Daikonsen! Kurisu no hōmu pāti – "Mischia! La festa a casa di Chris" | 17 maggio 2003    | 11 ottobre 2004  |
| 7                                         | Per festeggiare il suo ritorno a casa, la mamma di Chris vuole organizzare una festa, nel frattempo Sonic va a raccogliere dei fiori per Cream, per sollevarle il morale dopo che passa giornate intere nascosta in camera. Alla festa viene lo zio di Chris, Sam Speedy, e si autoinvita il professore di Chris, Stewart. Poco prima della festa, la signora Thorndyke viene chiamata per un film ed è costretta a ripartire. Alla festa Chris si lamenta che sua madre se ne è andata, Cream, che fino ad allora si stava fingendo un peluche davanti ai presenti, esce dal personaggio e si infuria avendo visto la signora Thorndyke preparare la festa duramente ed era dispiaciuta di dover ripartire. Poco dopo, irrompono Amy e Tails a portare via Cream. Come se niente fosse, gli ospiti se ne vanno e Chris capisce che non può più mantenere questo segreto, e svela la verità ai suoi servitori, Ella e Tanaka, permettendo ai suoi amici di vagare tranquilli per la villa. |                   |                  |
| 8                                         | Caccia al satellite / Il Tornado X 「緊急発進！Ｘトルネード」 - Kinkyū hasshin! Ekkusu Torunēdo – "Lancio di emergenza! Tornado X" | 25 maggio 2003    | 12 ottobre 2004  |
| 8                                         | Eggman crea un nuovo robot: E-90, che risucchia tutti i satelliti dell'universo, ma cosi non si può più accedere ai contenuti televisivi se non i suoi. Tails e Sonic allora con Il Tornado, modificato nel Tornado X, vanno ad affrontarlo ma il robot è molto forte e li sconfigge. Tails allora, con l'aiuto di Chuck, rigenera l'aeroplano, rendendolo più forte. Riescono a vincere e cosi tutti possono tornare a guardare la TV. |                   |                  |
| 9                                         | Duello in Costa Placida / La trappola 「渚のエミー」 - Nagisa no Emī – "Amy sulla spiaggia" | 1º giugno 2003    | 13 ottobre 2004  |
| 9                                         | Amy, Cream, Cheese, Tails e Chris vanno ad un nuovo villaggio turistico della Costa Placida, Sonic non vuole venire perché non sa nuotare. Amy è dispiaciuta che Sonic non sia venuto, ma poi trova una collana che non può farlo affogare e decide di dargliela. Neanche quel giorno i nostri eroi si divertono molto, di Fatto arriva Eggman che vuole ridurre il posto in un luna park terribile. Sonic sentendo la notizia in TV, va subito in azione, durante la battaglia (in cui ovviamente viene coinvolto un altro robot del pazzo scienziato) Eggman distrugge la collana che Amy aveva fatto per Sonic, lei dalla rabbia impazzisce e mette fuori gioco Eggman, ma per farlo cade in mare. Sonic affronta la sua paura e salva la ragazza. Nella scena finale si scopre che ha riparato la collana. |                   |                  |
| 10                                        | Una partita scorretta / Sfida accettata 「激闘！ソニック野球軍」 - Gekitō! Sonikku yakyūgun – "Lotta feroce! La squadra di baseball di Sonic" | 8 giugno 2003     | 14 ottobre 2004  |
| 11                                        | Spie volanti / Agente sotto copertura 「美しき怪盗ルージュ」 - Utsukushiki kaitō rūju – "La bella e misteriosa ladra Rouge" | 15 giugno 2003    | 15 ottobre 2004  |
| 12                                        | Sconfiggere Eggman (prima parte) / Sconfiggere Eggman / Il piano del presidente 「エッグマン基地 総攻撃！（後編）」 - Egguman kichi sōkōgeki! (zenpen) – "Tutti fuori all'attacco alla base di Eggman! (prima parte)" | 22 giugno 2003    | 16 ottobre 2004  |
| 13                                        | Sconfiggere Eggman (seconda parte) / Combattimento senza tregua / Sonic alla riscossa 「エッグマン基地 総攻撃！（後編）」 - Egguman kichi sōkōgeki! (kōhen) – "Tutti fuori all'attacco alla base di Eggman! (seconda parte)" | 29 giugno 2003    | 18 ottobre 2004  |
| Arco degli Smeraldi del Caos (13 episodi) | |                   |                  |
| 14                                        | Un vero amico / L'isola dei fiori 「英雄ソニックを追え！」 - Eiyū Sonikku wo oe! – "Inseguite l'eroe Sonic!" | 6 luglio 2003     | 19 ottobre 2004  |
| 15                                        | Battaglia sulla città / Sonic vince ancora! 「移動要塞エッグフォート襲来！」 - Idōyōsai Eggu fōto shūrai! – "Incursione all'Egg Fort la fortezza volante!" | 13 luglio 2003    | 20 ottobre 2004  |
| 16                                        | La leggenda del relitto scomparso / Dov'è il dottor Eggman? 「目指せ！南海の沈没船」 - Mezase! Nankai no chinbotsusen – "Mira a quello! La nave affondata nel mare del Sud" | 20 luglio 2003    | 21 ottobre 2004  |
| 17                                        | Le avventure di Knuckles e Hawk / Debito di riconoscenza 「ナックルズ！怒りの鉄拳」 - Nakkuruzu! Ikari no tekken – "Knuckles! Pugni chiusi di rabbia" | 27 luglio 2003    | 22 ottobre 2004  |
| 18                                        | La truffa della diga / Salviamo la riserva! 「サバンナの大決闘！」 - Sabanna no dai kettō! – "Enorme sparatoria sulla Savana!" | 3 agosto 2003     | 23 ottobre 2004  |
| 19                                        | Il castello incantato / Il passaggio segreto 「古城の亡霊キングブーブ」 - Kojō no bōrei Kingu Būbu – "Il fantasma del vecchio castello King Boom Boo" | 10 agosto 2003    | 25 ottobre 2004  |
| 20                                        | Mal di mare / Una crociera quasi... noiosa 「出撃！エッグフォートⅡ」 - Shutsugeki! Eggu Fōto Tsū – "Partenza! Egg Fort II" | 17 agosto 2003    | 26 ottobre 2004  |
| 21                                        | La grande corsa / Sfida senza respiro 「スピード勝負！ソニックｖｓサム」 - Supīdo shōbu! Sonikku bāsazu Samu – "Sfida di velocità! Sonic contro Sam" | 24 agosto 2003    | 27 ottobre 2004  |
| 22                                        | Cheese è scomparso / I gemelli di Cheese 「夏休み・チャオ〜な観察日記」 - Natsuyasumi Chao - na kansatsu nikki – "Diario delle vacanze estive - L'osservazione dei Chao" | 31 agosto 2003    | 28 ottobre 2004  |
| 23                                        | Festa a sorpresa / Un regalo speciale 「大混乱！６カオスエメラルド」 - Daikonran! Shikkusu Kaosu Emerarudo – "Caos! 6 Smeraldi del Caos" | 9 settembre 2003  | 29 ottobre 2004  |
| 24                                        | Fermate quel riccio! / Cosa succede a Sonic? 「暴走ソニック！捕獲大作戦」 - Bōsō Sonikku! Hokaku daisakusen – "Sonic selvaggio! Operazione di cattura strategica" | 14 settembre 2003 | 30 ottobre 2004  |
| 25                                        | Il patto del dottor Eggman / Il tranello 「最後のカオスエメラルド」 - Saigo no Kaosu Emerarudo – "L'ultimo Smeraldo del Caos" | 21 settembre 2003 | 1º novembre 2004 |
| 26                                        | Il Chaos Control / Sonic sull'orlo della sconfitta 「誕生！スーパーソニック」 - Tanjō! Sūpā Sonikku – "Nascita! Super Sonic" | 28 settembre 2003 | 2 novembre 2004  |

### Seconda stagione
La seconda stagione presenta più di un titolo per gli episodi.
Il primo è quello impiegato nella trasmissione televisiva della puntata intera da 24 minuti avvenuta su Jetix e K2, così come nella pubblicazione online su TIMvision e Netflix.
Nella trasmissione su Italia 1 invece gli episodi vennero divisi in due parti da 12 minuti, dove venne utilizzato il primo titolo per la prima parte ed il secondo titolo per la seconda. Fanno eccezione gli episodi 44-45, 47-49 e 51-52, che non hanno subito rinominazioni.
| Nº                                                   | Titolo italiano Giapponese 「Kanji」 - Rōmaji - Traduzione letterale | In onda          | In onda          |
| Nº                                                   | Titolo italiano Giapponese 「Kanji」 - Rōmaji - Traduzione letterale | Giapponese       | Italiano         |
| Arco di Chaos (6 episodi)                            | |                  |                  |
| 27                                                   | La creatura del Caos / Il ritorno di Sonic 「災いのはじまり」 - Wazawai no hajimari – "L'inizio del disastro" | 5 ottobre 2003   | 3 novembre 2004  |
| 28                                                   | Una giornata caotica / Il rapimento 「謎の生命体カオス」 - Nazo no seimeitai Kaosu – "Chaos la creatura misteriosa" | 12 ottobre 2003  | 4 novembre 2004  |
| 29                                                   | Anche i robot hanno un'anima / Un'astronave da guerra 「囚われのエミー」 - Toraware no Emī – "Amy in angoscia" | 19 ottobre 2003  | 5 novembre 2004  |
| 30                                                   | Su la testa, Tails! / Il missile 「エッグキャリアの戦い」 - Eggu Kyaria no tatakai – "La battaglia dell'Egg Carrier" | 26 ottobre 2003  | 6 novembre 2004  |
| 31                                                   | La guerra dei robot / Un robot speciale! 「さすらいのガンマ」 - Sasurai no Ganma – "Gamma il vagabondo" | 2 novembre 2003  | 8 novembre 2004  |
| 32                                                   | La grande inondazione / Il risveglio degli smeraldi 「パーフェクトカオスの叫び」 - Pāfekuto Kaosu no sakebi – "L'urlo di Perfect Chaos" | 9 novembre 2003  | 9 novembre 2004  |
| Arco di Shadow (6 episodi)                           | |                  |                  |
| 33                                                   | Progetto Shadow / Attacco al laboratorio 「プロジェクトシャドウの謎」 - Purojekuto Shadō no nazo – "Il mistero del Progetto Shadow" | 16 novembre 2003 | 10 novembre 2004 |
| 33                                                   | Mentre l'intera Station Square ha iniziato a sistemare i danni provocati da Perfect Chaos, Sam Speed viene assunto come nuovo autista del presidente e la GUN inizia a progettare e costruire segretamente dei robot con cui combattere il Dr. Eggman. Costui però li sta spiando dalla sua base e viene scoperto, ma lui, Bocoe e Decoe riescono ad accedere alla banca dati della GUN poco prima di venire bloccati dal programma anti-intrusione. Una volta entrati, i tre trovano il diario segreto del professor Gerald Robotnik (il nonno di Eggman) e, all'interno, scovano un misterioso file chiamato "Progetto Shadow", che descrive una creatura biologica ibernata a Prison Island, la base della GUN. Nel frattempo, Rouge viene incaricata dalla sua collega Topaz di lavorare per Eggman, per scoprire cosa sia il Progetto Shadow senza farlo sapere a nessuno; per farsi accettare ruba il Master Emerald dall'altare, lasciando cadere Angel Island e mandando Knuckles su tutte le furie. Il Dr. Eggman e i suoi lacchè assaltano il laboratorio a Prison Island eludendo facilmente i dispositivi di sicurezza, giungono alla capsula e la aprono, scoprendo che conteneva un riccio uguale a Sonic: si tratta di Shadow the Hedgehog, definito dal suo creatore "la creatura perfetta". |                  |                  |
| 34                                                   | Scambio d'identità / Il sosia 「逃亡者ソニック」 - Tōbōsha Sonikku – "Sonic il fuggitivo" | 23 novembre 2003 | 11 novembre 2004 |
| 34                                                   | Sonic, arrestato dalla GUN, fugge in un battito di ciglia dall'elicottero e si nasconde sottoterra in cerca di un nascondiglio. La GUN e il presidente osservano increduli l'accaduto al laboratorio dalle riprese delle telecamere di sorveglianza e, credendo che il riccio in penombra sia Sonic, lo accusano di tradimento e iniziano a dargli la caccia con i nuovi robot radiocomandati. Intanto, la CNN trasmette la notizia dicendo inoltre che il sospettato ha inoltre rubato uno smeraldo da un museo la notte scorsa e, attoniti, Chris, nonno Chuck e il signor Tanaka partono in cerca di Sonic. Intanto cala la sera e Sonic, braccato dalla GUN, distrugge un droide da assalto e scopre finalmente chi è il suo nuovo nemico: Shadow. I due ricci iniziano subito a sfidarsi, Sonic scopre che il rivale può usare il Caos Control usando un solo smeralo (quello rubato da Shadow) e infatti, Shadow ha la meglio. Di lì a poco viene contattato via radio da Eggman, il quale, gli comunica di recarsi subito a Prison Island per cercare altri smeraldi. Sentendo il nome, Sonic si consegna alla polizia, sicuro di fuggire e aver modo di avere la rivincita contro Shadow. Tails e Amy partono verso l'isola sul Tornado X mentre Chris e il signor Tanaka seguono l'aereo in barca. |                  |                  |
| 35                                                   | La grande fuga / Intrusi 「プリズンアイランドからの脱出」 - Purizun Airando kara no dasshutsu – "Fuga da Prison Island" | 30 novembre 2003 | 12 novembre 2004 |
| 35                                                   | Mentre Sonic è tenuto prigioniero, Tails e Amy raggiungono Prison Island dove, la ragazza si scaglia verso Shadow scambiandolo per il suo amato. Tails ingaggia uno scontro con Eggman, che viene tuttavia interrotto dallo stesso scienziato al fine di proseguire il suo piano. Amy si addentra nella base e trova Sonic, ma gli allarmi scattano e sopraggiunge un robot della sicurezza prontamente distrutto a martellate dalla ragazza. Subito dopo Amy nota degli strani "esercizi di matematica" sul muro della cella ma Sonic specifica che non sono opera sua, erano già lì. Nel frattempo, Shadow piazza delle cariche esplosive al centro della base (Eggman Bombom) innestando il timer a 10 minuti per distruggere l'intera isola e Rouge ha intanto trovato altri tre Smeraldi del Caos. Sonic e Amy escono dalla base incontrando nuovamente il signor Tanaka e Tails ma il riccio è determinato a ritrovare il suo rivale. In men che non si dica lo individua nella giungla sul retro e i due iniziano subito a prendersi a cazzotti. Nel frattempo, Rouge, in cerca di altri smeraldi, viene scoperta da un robot della sicurezza e lo distrugge, ma nel farlo, rimane bloccata nell'hangar da una paratia blindata, chiusasi un istante prima e inizia a chiamare aiuto. Chris, partito alla disperata ricerca del suo amico, vaga per la giungla facendo preoccupare il signor Tanaka; di lì a poco Eggman avverte Shadow che le cariche esploderanno tra un minuto, così Sonic è costretto a recuperare gli altri e Shadow raggiunge Rouge, accettando, seppur all'inizio con riluttanza, di portare in salvo anche Chris, il quale, si era aggrappato a Shadow quando ha usato il Caos Control. La G.U.N. intanto evacua l'isola, che viene quasi completamente distrutta dalle Eggman Bombom lasciando i protagonisti (fuggiti a bordo del Tornado X) terribilmente preoccupati per Chris. |                  |                  |
| 36                                                   | Il mondo di Shadow / Il cacciatore di tesori 「宇宙からの脅迫」 - Uchū kara no kyōhaku – "La minaccia dallo spazio" | 7 dicembre 2003  | 13 novembre 2004 |
| 36                                                   | Sonic, Tails, Amy, Cream, Cheese, Chuck e Ella stanno ascoltando la notizia dell'esplosione di Prison Island e sono fortemente preoccupati per Chris, essendo scomparso. Costui si trova assieme a Shadow sulla Colonia Spaziale ARK, un laboratorio spaziale segreto costruito cinquant'anni fa dal professor Gerald Robotnik. Shadow racconta a Chris che lui non è il primo ragazzino ad essere stato nello spazio: la prima è stata una ragazza chiamata Maria, la quale, fu brutalmente uccisa a sangue freddo dalla GUN mentre cercava di svegliare Shadow, al quale chiese una promessa misteriosa, interpretata dal riccio nero come un desiderio di vendetta verso la terra. Intanto, il Dr. Eggman, Bocoe, Decoe e Rouge hanno inserito i sei Smeraldi del Caos nella sala comandi per poter usare l'arma principale della colonia, il cannone eclissi (Eclipse Cannon). Lo scienziato lancia un ultimatum a Station Square: o si consegnerà all'impero dello scienziato o si farà distruggere dal cannone. Come dimostrazione spara alla Luna polverizzandola a metà per poi lanciare ventiquattro ore di tempo per decidere. Il giorno dopo, Tails mostra a Chuck di aver creato uno smeraldo finto nel tentativo di ingannare Eggman mentre Sonic incontra Knuckles, il quale, riferisce di aver trovato una base di lancio spaziale nascosta in una piramide e si recano assieme agli altri e all'agente Topaz, eludendo la polizia. Arrivati alla base, si trovano davanti a una porta chiusa e l'intera gang decide che Knuckles debba trovare la chiave per aprirla. Ma quando parte per cercarla incrocia Bokkun, il quale, scaglia contro di loro l'Egg Golem telecomandato, però Sonic e Knuckles rubano il telecomando e Cream costringe così il golem a sfondare la porta chiusa e inseguire Bokkun. Dal momento che lo shuttle ha solo cinque posti decolla con Sonic, Tails, Knuckles, Amy e Tanaka alla volta della colonia spaziale ARK. |                  |                  |
| 37                                                   | La vendetta di Robotnik / La creatura perfetta 「スペースコロニーアークの戦い」 - Supēsu Koronī ĀKU no tatakai – "La battaglia della Colonia Spaziale ARK" | 14 dicembre 2003 | 15 novembre 2004 |
| 37                                                   | Sonic e gli altri arrivano rocambolescamente alla colonia spaziale ARK, iniziando a muoversi di soppiato. Intanto sulla terra, il professor Stewart si sta facendo raccontare cosa sia successo esattamente all'epoca dell'assalto della GUN alla Colonia da Smith, un militare in pensione che aveva sparato controvoglia a Maria, uccidendola. Tuttavia scoprono di essere spiati da cattivi agenti in nero, intenzionati a tenere segreto il Progetto Shadow, ma vengono picchiati e stesi da Stewart e successivamente arrestati. Intanto Rouge viene trovata da Knuckles, il quale, dopo averla salvata dal cadere nella lava, la costringe a farsi restituire lo Smeraldo Gigante, dopodiché si reca di nascosto al computer di bordo dell'ARK a copiare il Progetto Shadow e trasmetterlo sulla terra alla collega Topaz, venendo tuttavia scoperta da Shadow, il quale, la rimprovera di aver fatto la doppiogiochista. Nel mentre, la gang ritrova Chris, ma subito dopo Eggman cattura Amy e costringe Sonic a consegnare l'ultimo Smeraldo. Tuttavia lo scienziato scopre che Sonic possedeva quello finto (creato da Tails, il quale sperava che potesse distruggere il cannone eclissi), così lo chiude in una capsula, la lancia nello spazio e la distrugge, uccidendo il riccio all'apparenza. Dopo un furioso scontro, Tails batte Eggman per vendicare il suo amico ma lo scienziato riesce a impossessarsi dello Smeraldo vero e si precipita alla sala comandi. Fortunatamente, Sonic è riuscito a teletrasportarsi all'interno della Colonia con la piccola energia dello Smeraldo finto e prega Knuckles di usare il Master Emerald per fermare lo scienziato mentre il riccio si reca nelle viscere del cannone per manometterlo. Di lì a poco, Sonic viene raggiunto da Shadow e i due iniziano nuovamente a duellare. Durante lo scontro tra i due ricci, Shadow danneggia pesantemente l'Eclipse Cannon con le sue Chaos Spear, ma Eggman fa fuoco verso la terra senza preoccuparsi troppo dei danni. Subito dopo aver premuto il pulsante però, parte un video di suo nonno, il professor Gerald Robotnik, incatenato ad una sedia prima di essere giustiziato, dove spiega che tra 27 minuti, la Colonia, spinta dal potere dei sette Smeraldi del Caos, precipiterà sulla terra e la distruggerà in atto di vendetta. |                  |                  |
| 38                                                   | Duello nello spazio / Il mostro spaziale 「マリアの願い、みんなの願い」 - Maria no negai, minna no negai – "Il desiderio di Maria, il desiderio di tutti" | 21 dicembre 2003 | 16 novembre 2004 |
| 38                                                   | Sonic riesce a stendere Shadow ma questi si allontana e nel mentre la Colonia inizia a precipitare sulla terra: nel video, il professor Gerald Robotnik annuncia di aver programmato tutto questo per vendicare la morte dei suoi colleghi e della nipote Maria e far pentire amaramente l'intera umanità. Costui aveva creato Shadow sperando fosse utile per il bene dell'umanità; credendo ci fossero studi per rendere l'uomo immortale, la G.U.N. assaltò l'ARK uccidendo tutti i colleghi e la nipote di Gerald, giustificando il tutto come un "incidente". Scoperta la morte della nipote, Gerald iniziò a meditare vendetta verso l'umanità, impazzendo e terrorizzandosi, tanto che la G.U.N. lo recluse a Prison Island (dove aveva scritto i graffiti) e fu successivamente fucilato. Capendo che suo nonno aveva fatto troppo, il Dr. Eggman, Bocoe, Decoe e Bokkun si uniscono a Sonic, Tails, Knuckles e Rouge per fermare l'ARK dallo schiantarsi sulla terra. Intanto, il dolce Chris supplica Shadow di riflettere sulle sue azioni: questi inizialmente lo prende a botte ma successivamente ha dei ricordi più ampi dove Maria gli chiedeva di proteggere l'umanità da ogni male. Shadow capisce quindi di aver sbagliato e raggiunge gli altri nel cuore della Colonia; qui, il riccio nero affronta il Biolizard, il prototipo dell'essere supremo, mentre Knuckles usa lo Smeraldo Gigante per neutralizzare gli Smeraldi del Caos. Proprio quando Shadow sembra sia riuscito a distruggere il Biolizard, il dottor Eggman comunica via radio che il mostro si è potenziato e teletrasportato sul cannone eclissi per trascinare il laboratorio. Sonic e Shadow allora sono costretti a usare i sette smeraldi per trasformarsi in Super Sonic e Super Shadow per distruggere il Final Lizard. Tuttavia, non appena la distruggono, la Colonia è entrata nell'atmosfera e utilizzano un enorme Caos Control per riportare in orbita il laboratorio. Nel farlo, Shadow si toglie gli anelli inibitori e scompare nel nulla, sacrificandosi per tutti; da lì in poi verrà ricordato come un eroe. Alla fine, tornano tutti sulla terra. |                  |                  |
| Arco dell'Egg Moon (3 episodi)                       | |                  |                  |
| 39                                                   | Strani detectives / Il re dei detective 「カオティクス探偵事務所」 - Kaotikusu tantai jimusho – "Agenzia investigativa Chaotix" | 28 dicembre 2003 | 17 novembre 2004 |
| 39                                                   | Scongiurata la minaccia della Colonia Spaziale ARK, il presidente annuncia a Chris e Chuck di voler separare l'umanità da Sonic, gli altri e animaletti. La sera stessa, il Dr. Eggman lancia un razzo di sua costruzione verso la luna, che sprigiona una serie di lamiere modellate apposta per "aggiustare" la luna da lui danneggiata. In seguito, si scopre che al porto di Station Square c'è una piccola casa usata come ufficio da tre strani detective mai visti prima: sono Vector the Crocodile, Espio the Chameleon e Charmy Bee (rispettivamente un coccodrillo, un camaleonte e un'ape), l'Agenzia Investigativa Chaotix, amici di lunga data di Sonic e Knuckles. Il trio è da tempo alla ricerca di Cream e, leggendo i giornali, Vector scopre che la coniglietta è con gli altri a Villa Thorndyke, così vi si dirigono, convinti del fatto che Cream sia stata rapita dal riccio. Intanto Sonic trova Eggman su una scogliera: lo scienziato spiega di aver "riparato" la Luna per compiere una nobile intenzione e di essere geloso della quiete degli abitanti di Station Square finché non vengono interrotti da un soggetto sconosciuto. I Chaotix cercano di infiltrarsi a Villa Thorndyke così Espio ci prova mimetizzandosi interamente, ma viene accidentalmente colpito dal martello di Amy e buttato fuori dalla finestra, svenendo. Spazientiti, Vector e Charmy entrano e iniziano una zuffa contro Tails, Amy, Chris, Cream, Cheese ed Ella finché Sonic entra seguito dal soggetto di prima: si tratta di Vanilla the Rabbit, la madre di Cream; le due si abbracciano subito. Vanilla alla fine ringrazia Vector per aver trovato Cream e Sonic per averla custodita. |                  |                  |
| 40                                                   | Eclissi di Sole / Le sfere solari 「エッグマン株式会社」 - Egguman kabushiki-gaisha – "Eggman Corporation" | 4 gennaio 2004   | 18 novembre 2004 |
| 41                                                   | Eggman presidente! / Messaggio subliminale 「光をわれらに！！」 - Hikari wo warera ni!! – "Possiamo vedere la luce!!" | 11 gennaio 2004  | 19 novembre 2004 |
| Arco di Emerl (5 episodi)                            | |                  |                  |
| 42                                                   | Un appuntamento da dimenticare / La super velocità 「エミー愛の逃避行！？」 - Emī ai no tōhikō!? – "Il viaggio d'amore in fuga di Amy!?" | 18 gennaio 2004  | 20 novembre 2004 |
| 43                                                   | Macchine impazzite / Aggressione elettrodomestica 「家電大パニック！！」 - Kaden dai panikku!! – "Grande casa di panico elettronico!" | 25 gennaio 2004  | 22 novembre 2004 |
| 44                                                   | Fuga dal sottosuolo 「おかしなおかしなスパイ大作戦」 - Okashi na okashi na supai daisakusen – "La ridicola ed epica battaglia tra spie" | 1º febbraio 2004 | 23 novembre 2004 |
| 45                                                   | Lotta per lo smeraldo 「ソニックバトル開催！！」 - Sonikku batoru kaisai!! – "Sonic Battle inizia!!" | 8 febbraio 2004  | 24 novembre 2004 |
| 46                                                   | Una vittoria rubata / Le fasi finali 「ソニックバトル決勝！！」 - Sonikku Batoru kesshō!! – "Sonic Battle finale!!" | 15 febbraio 2004 | 25 novembre 2004 |
| Arco della seconda avventura sulla Terra (6 episodi) | |                  |                  |
| 47                                                   | La mappa di Murasia 「緯度０大決戦！！」 - Ido zero dai kessen!! – "Grande battaglia decisiva alla latitudine 0!!" | 22 febbraio 2004 | 26 novembre 2004 |
| 48                                                   | Avventura nel vulcano 「ソニック対地底怪獣」 - Sonikku tai chiteikaijū – "Sonic contro il mostro del sottosuolo" | 29 febbraio 2004 | 27 novembre 2004 |
| 49                                                   | Viva la libertà 「世界が静止する日」 - Sekai ga seishisuru hi – "Il giorno in cui la Terra si fermò" | 7 marzo 2004     | 29 novembre 2004 |
| 50                                                   | Ritorno a casa / L'addio 「別れの朝」 - Wakare no asa – "Mattina di addii" | 14 marzo 2004    | 30 novembre 2004 |
| 51                                                   | Amici fino in fondo 「クリスの長い旅」 - Kurisu no nagai tabi – "Il lungo viaggio di Chris" | 21 marzo 2004    | 1º dicembre 2004 |
| 52                                                   | Un nuovo inizio 「風の思い出」 - Kaze no omoide – "Ricordi del vento" | 28 marzo 2004    | 2 dicembre 2004  |

## Seconda serie

### Terza stagione
La terza stagione dell'anime è l'unica stagione a non presentare più di un titolo per gli episodi in Italia.In Giappone sono usciti direttamente in Home video nel 2006 ,e sono stati trasmessi per la prima volta nel 2020.In Italia la serie è arrivata su Italia 1 ,la stagione è disponibile nel catalogo statunitense di Netflix e TIMVision
| Nº                            | Titolo italiano Giapponese 「Kanji」 - Rōmaji - Traduzione letterale | In onda        | In onda           |
| Nº                            | Titolo italiano Giapponese 「Kanji」 - Rōmaji - Traduzione letterale | Giapponese     | Italiano          |
| Arco dei Metarex (26 episodi) | |                |                   |
| 53                            | Il ritorno 「流星雨の使者」 - Ryūsei ame no shisha – "La messaggera proveniente da una pioggia di meteoriti" | 25 marzo 2020  | 25 settembre 2006 |
| 54                            | Il Tifone Blu 「宇宙船ブルータイフーン号」 - Uchūsen Burū Taifūn gō – "L'astronave Tifone Blu" | 26 marzo 2020  | 26 settembre 2006 |
| 55                            | Il pianeta d'acqua 「水の惑星ハイドー」 - Mizu no wakusei Haidō – "Il pianeta d'acqua Hydo" | 27 marzo 2020  | 27 settembre 2006 |
| 56                            | Il ritorno del dottor Eggman 「Ｄｒ．エッグマン参戦！」 - Dokutā Egguman sansen! – "Il Dr. Eggman si unisce alla guerra!" | 31 marzo 2020  | 28 settembre 2006 |
| 57                            | Una raggelante sorpresa 「アイスパレスの戦い」 - Aisu paresu no tatakai – "La battaglia sul palazzo di ghiaccio" | 1º aprile 2020 | 29 settembre 2006 |
| 58                            | Sonic dove sei? 「乙女のジャングルトラップ」 - Otome no janguru torappu – "La trappola della giungla delle fanciulle" | 2 aprile 2020  | 30 settembre 2006 |
| 59                            | Hanno rapito Cream 「カオティクス、宇宙へ行く」 - Kaotikusu, uchū e iku – "Andate nello spazio, Chaotix" | 3 aprile 2020  | 2 ottobre 2006    |
| 60                            | Sabbie mobili 「シャドウ・リバース」 - Shadō Ribāsu – "La rinascita di Shadow" | 6 aprile 2020  | 3 ottobre 2006    |
| 61                            | Il ritorno di Shadow 「メタレックス戦艦襲来！」 - Metarekkusu senkan shūrai! – "L'attacco dell'astronave dei Metarex!" | 7 aprile 2020  | 4 ottobre 2006    |
| 62                            | Odissea nei sotterranei 「地下渓谷の秘密」 - Chika keikoku no himitsu – "Il segreto della valle sotterranea" | 8 aprile 2020  | 5 ottobre 2006    |
| 63                            | Sfida senza regole 「宇宙要塞メタルプラント」 - Uchū yōsai Metaru Puranto – "La fortezza spaziale Metal Plant" | 9 aprile 2020  | 6 ottobre 2006    |
| 64                            | Chiusura definitiva 「激突！ソニックｖｓシャドウ」 - Gekitotsu! Sonikku bāsasu Shadō – "Scontro! Sonic contro Shadow" | 10 aprile 2020 | 7 ottobre 2006    |
| 65                            | Missione Cupido 「カオティクス電撃ラブラブ大作戦」 - Kaotikusu dengeki rabu-rabu dai sakusen – "La grande scioccante missione d'amore dei Chaotix" | 13 aprile 2020 | 9 ottobre 2006    |
| 66                            | Agguato nel chiostro intergalattico 「銀河回廊をわたれ！」 - Ginga kairō wo watare! – "Attraversando il corridoio della galassia!" | 14 aprile 2020 | 10 ottobre 2006   |
| 67                            | La cavia 「ブラック・トラップ」 - Burakku torappu – "La trappola nera" | 15 aprile 2020 | 11 ottobre 2006   |
| 67                            | Ore dopo l'ultimo scontro con i Metarex, il Tifone Blu viene attaccato nuovamente da una pioggia di missili, che riesce a neutralizzare grazie agli scudi. Di lì a poco, ricevono un messaggio da Black Narcissus, uno dei comandanti dei Metarex, che li invita ad una "festa di benvenuto". Di lì a poco però, Cosmo si allontana di nascosto e parte da sola verso l'astronave di Black Narcissus, convinta che questi le possa raccontare tutto sulla sua famiglia. Ma non appena si presenta, Black Narcissus le rivela di averla attirata da sé prendendola in ostaggio per attirare Sonic. Scoperto ciò, Chris parte in soccorso di Cosmo ma mentre i due cercano di fuggire Black Narcissus pugnala Chris facendogli perdere coscienza. Nel frattempo, l'equipaggio del Tifone Blu ha intanto tradotto l'intero messaggio e scoperto che sull'astronave di Black Narcissus ci sono molti Smeraldi falsi: così sparano Sonic sull'astronave nemica con il cannone principale. Giunto a bordo, Sonic scopre gli Smeraldi falsi e si confronta con Black Narcissus, che intende usarlo come cavia per alcuni test: per ricattarlo, il Metarex mostra al riccio di avere in ostaggio Chris e Cosmo, minacciando di ucciderli. Sonic, vedendo quella scena raccapricciante si infuria, diventa nero e si trasforma inconsapevolmente nel sadico e spietato Dark Sonic, distruggendo in un battito di ciglia Oro e Argento, due Metarex creati da Black Narcissus per testare i poteri del riccio. Frattanto giungono Eggman e i suoi sgherri, che calmano Sonic informandolo del fatto che Chris e Cosmo sono stati soccorsi; Eggman infine, insulta brutalmente Black Narcissus per le sue azioni. |                |                   |
| 68                            | Storia di una rivoluzione 「こわれた星の上で」 - Kowa reta hoshi no ue de – "Su un pianeta distrutto" | 16 aprile 2020 | 12 ottobre 2006   |
| 69                            | Il pianeta magico 「お願いマルモリン！」 - Onegai Marumorin! – "Per favore Marmolin!" | 17 aprile 2020 | 13 ottobre 2006   |
| 70                            | Terrore sul Blue Typhoon 「エッグマン艦隊現る！」 - Egguman kantai genru! – "Appare la flotta di Eggman!" | 20 aprile 2020 | 14 ottobre 2006   |
| 71                            | Caccia al riccio 「カフェ・カオティクス」 - Kafe Kaotikusu – "Caffè Chaotix" | 21 aprile 2020 | 16 ottobre 2006   |
| 72                            | Zelknova colpisce ancora 「メタレックスの正体！？」 - Metarekkusu no shōtai!? – "La vera forma dei Metarex!?" | 22 aprile 2020 | 17 ottobre 2006   |
| 73                            | Il tradimento di Cosmo 「暗殺者シャドウ！」 - Ansatsu-sha Shadō! – "Shadow l'assassino!" | 23 aprile 2020 | 18 ottobre 2006   |
| 74                            | Uno per tutti 「ロスト・プラネット」 - Rosuto puranetto – "Il pianeta perduto" | 24 aprile 2020 | 19 ottobre 2006   |
| 75                            | Salvare la galassia 「森化の日」 - Morika no hi – "Il giorno delle piantagioni" | 27 aprile 2020 | 20 ottobre 2006   |
| 76                            | Lo Smeraldo Gigante 「決戦！ダーク・オーク」 - Kessen! Dāku Ōku – "Battaglia decisiva! Dark Oak" | 28 aprile 2020 | 21 ottobre 2006   |
| 77                            | Il sacrificio di Cosmo 「君のためにできること」 - Kimi no tame ni dekiru koto – "Posso farlo per il tuo bene" | 29 aprile 2020 | 23 ottobre 2006   |
| 78                            | Ritorno a casa 「星の生まれるところ」 - Hoshi no umareru tokoro – "Il luogo in cui i pianeti sono nati" | 30 aprile 2020 | 24 ottobre 2006   |

## Home Video

### Giappone
Gli episodi di Sonic X sono stati pubblicati per il mercato home video nipponico in edizione VHS e DVD dal 23 luglio 2003 al 21 luglio 2004 arrivando fino all'episodio 52.
Gli episodi successivi, che vanno dal numero 53 al 78, sono usciti esclusivamente in Cina in formato Video CD, questi sono caratterizzati dalla possibilità di impostare la lingua nativa in giapponese ed i sottotitoli in cinese.
I primi dieci volumi sono usciti anche in una doppia edizione DVD definita come "Hi-Spec", i dischi di quest'ultima presentavano diversi contenuti extra e una traccia audio aggiuntiva in Dolby Digital 5.1.
| N° | Data              | Episodi | Fonte  |
| -- | ----------------- | ------- | ------ |
| 1  | 23 luglio 2003    | 1-5     | [ 68 ] |
| 2  | 21 agosto 2003    | 6-9     | [ 71 ] |
| 3  | 26 settembre 2003 | 10-13   | [ 72 ] |
| 4  | 22 ottobre 2003   | 14-17   | [ 73 ] |
| 5  | 21 novembre 2003  | 18-21   | [ 74 ] |
| 6  | 17 dicembre 2003  | 22-25   | [ 75 ] |
| 7  | 21 gennaio 2004   | 26-29   | [ 76 ] |
| 8  | 21 febbraio 2004  | 30-33   | [ 77 ] |
| 9  | 24 marzo 2004     | 34-36   | [ 78 ] |
| 10 | 21 aprile 2004    | 37-39   | [ 70 ] |
| 11 | 21 maggio 2004    | 40-43   | [ 79 ] |
| 12 | 23 giugno 2004    | 44-47   | [ 80 ] |
| 13 | 21 luglio 2004    | 48-52   | [ 69 ] |

### Italia
Gli episodi di Sonic X sono stati pubblicati per il mercato home video italiano in edizione DVD dal 2005, fermandosi al decimo volume e lasciando così la serie incompleta. I DVD contengono solo la traccia audio in italiano.
Nell'ottobre 2006, il solo primo episodio fu distribuito in un DVD allegato al primo numero della rivista Jetix Magazine.
Sempre nel corso delle metà degli anni 2000, i primi tre episodi vennero raccolti in una cartuccia per Digiblast; quest'edizione presenta la traccia audio sia in italiano che in spagnolo.
| N° | Data            | Episodi | Fonte  |
| -- | --------------- | ------- | ------ |
| 1  | 20 ottobre 2005 | 1-2     | [ 83 ] |
| 2  | 20 ottobre 2005 | 3-4     | [ 83 ] |
| 3  | 20 ottobre 2005 | 5-6     | [ 83 ] |
| 4  | 20 ottobre 2005 | 7-8     | [ 83 ] |
| 5  | 20 ottobre 2005 | 9-10    | [ 83 ] |
| 6  | 20 ottobre 2005 | 11-13   | [ 83 ] |
| 7  | 8 novembre 2006 | 14-16   |        |
| 8  | 8 novembre 2006 | 17-19   |        |
| 9  | 8 novembre 2006 | 20-22   |        |
| 10 | 8 novembre 2006 | 23-26   |        |